# 大沢インターチェンジ (兵庫県)
大沢インターチェンジ（おおぞうインターチェンジ）は、兵庫県神戸市北区大沢町上大沢にある六甲北有料道路のインターチェンジである。出入口料金所及び大沢本線料金所はETCの利用が可能である。
本項では大沢本線料金所（おおぞうほんせんりょうきんしょ）についても述べる。

## 道路
- 六甲北有料道路（兵庫県道95号灘三田線）(08)

## 料金所

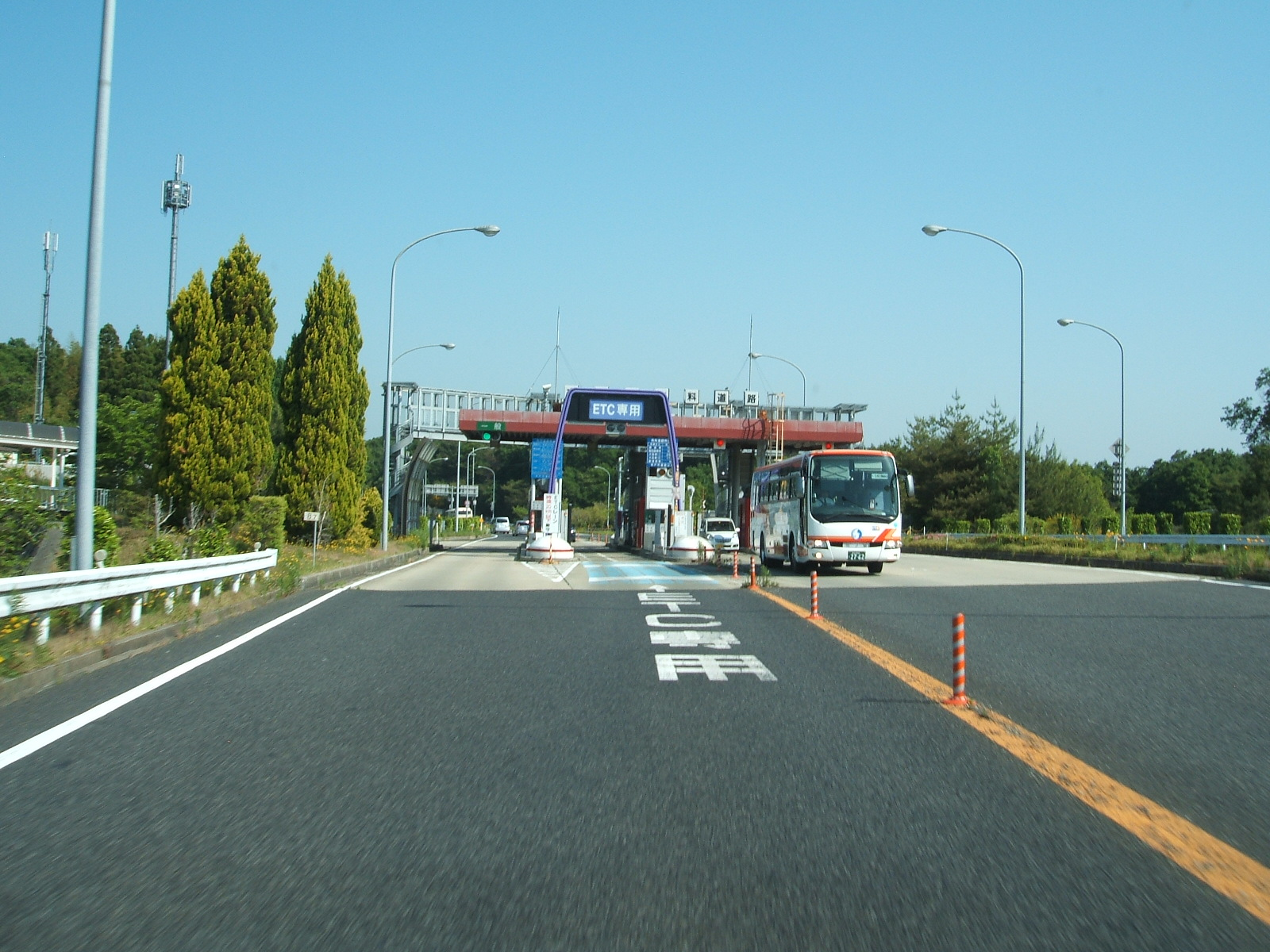
本線料金所

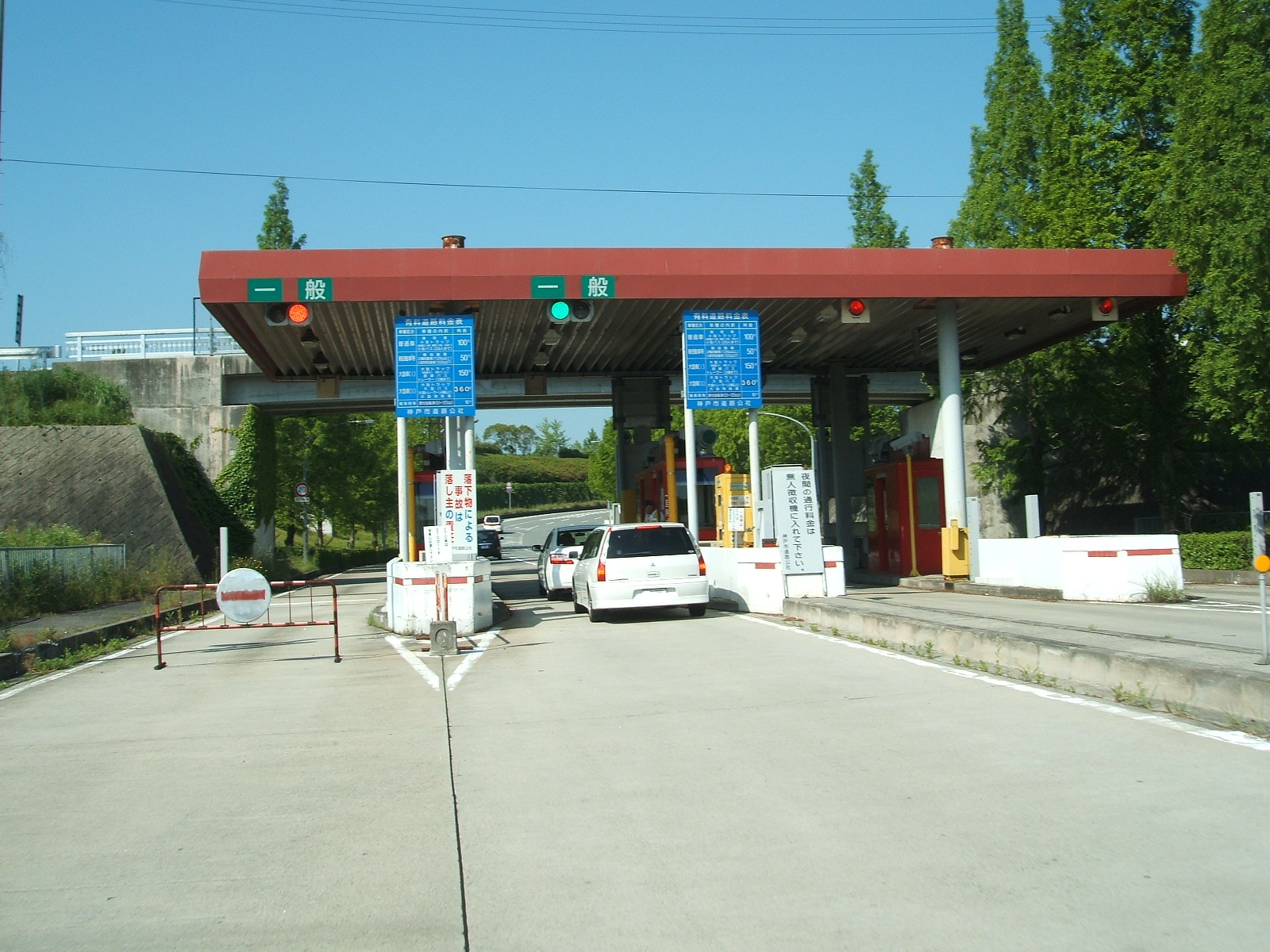
出入口料金所

ブース数：8

### 本線（唐櫃・三宮・六甲山方面）
- ブース数：2
  - ETC専用：1
  - 一般：1

### 本線（三田方面）
- ブース数：2
  - ETC専用：1
  - 一般：1

### 入口
- ブース数：2
  - 一般：1
  - ETC/一般：1

### 出口
- ブース数：2
  - 一般：1
  - ETC/一般：1

## 接続する道路
- 兵庫県道73号山田三田線

## 周辺
- 神戸市立フルーツフラワーパーク
- 大沢温泉
- 北神戸ゴルフ場
- 北六甲カントリー倶楽部
- 神戸三田プレミアム・アウトレット
- イオンモール神戸北

## 隣
六甲北有料道路（北神バイパス）
吉尾ランプ - 神戸北IC - 大沢IC - 長尾ランプ - 神戸三田IC